# 安靜了
《安靜了》（英語：It's Quiet Now），是周杰倫和Selina聯手創作的歌曲，而這首歌是杰倫拼貼自己的經典歌曲「安靜」的原曲，並且歌詞是Selina親自填詞，將自身的戀愛經驗寫成歌詞，是首悲傷的情歌。

## 獎項
- 2008年 Hit Fm年度百首單曲第14位
- 2009年 HITO流行音樂獎
  - HITO年度十大華語歌曲
- 2009年 加拿大至HIT中文歌曲排行榜
  - 全國推崇十大歌曲

## 歌曲排序
| 上一首歌： 女孩當自強 | 安靜了 | 安靜了 | 下一首歌： 我是火星人 |

## 音樂錄影帶
| 歌名             | 執導   | 發佈日期       | 附註 |
| ---------------- | ------ | -------------- | ---- |
| 安靜了（官方MV） | 黃中平 | 2011年11月11日 |      |

## 外部連結
- YouTube上的《安靜了》（官方MV）